# Drago Ulama
Drago Ulama (Kumrovec, 1936. – Krapinske Toplice, 2011.) bio je hrvatski pjesnik.

## Životopis
Ulama je neraskidivo i nedvojbeno vezan za svoj kumrovečki zavičaj i govor (koji unosi u hrvatsku književnost godine 1970. u časopisu Kaj). Odmah je, a osobito kasnijim opusom, nadrastao datost zavičajnosti ucijepio se u širi, kajkavski korpus, a to znači u korpus hrvatske dijalektalne poezije. Bilo bi nepravedno i sebično Ulamu gurati i držati samo u okviru mjesnoga govora, iako je, svi ćemo se složiti, mjesni govor Ulamino polazište. Možda ćemo jednom moći govoriti o Ulami kao pokretaču kumrovečistike ili kumrovistike s obzirom na to da kumrovečki govor Ulami predstavlja i izvor i ušće, a moguće se jave i novi autori kojima će Ulama biti uzor uz čiju će pomoć otkriti kumrovečko pismo.
Uz pomoć svojega mjesnoga govora dosegnuo originalnost i neponovljivost osobnoga pjesničkoga izričaja. Na svojemu mjesnome govoru on može izreći sva svoja stanja i preokupacije, u svojemu mjesnome govoru pjesnik je zaokružio svoje jastvo, ljubav prema ženi i obitelji, domu i domovinu, svijetu i Bogu, svoje osjećaje i spoznaje, slike i dojmove, radosti i osobito tuge, ljepote, napore, osame, zagrljaje, prijateljevanja i sumnje. Ne treba mu nikakvo drugo izražajno sredstvo osim govora u kojemu je rođen. 
Ulama je talentom, tematskim spektrom, snagom izričaja, izražajnim iskricama i lirskom erudicijom nadrastao mjesni govor, da bi istodobno svoj kumrovečki govor zauvijek ucijepio (da baš ne velim „zakvačil") za kajkavski hrvatski književni korpus. Mnogi su pisali i danas pišu na mjesnim, zavičajnim govorima, ali rijetki ga poput Drage Ulame uspiju uzdići na razinu opće vrijednosti i na razinu poetske relevantnosti.
Pjesme na hrvatskom sabrane su mu u zbirci Kesne kmične vure. Ono malo iz ostavštine što nije uvršteno u sadržaj te zbirke odnosi se na pjesnikove crtice i skice, koje nažalost nije stigao dovršiti. Objavljeno je ukupno 67 pjesama.
Prvu je knjigu objavio na njemačkom jeziku, (Gedichte, Sibgert Mohn Verlag, Gütersloh, Njemačka, 1966.).
Književni su kritičari za Ulamino pjesništvo rekli da se "za Ulamu se, naime, ne može kazati da je „naslonjen" na ovoga ili onoga pjesnika, ili pak da pripada ovome ili onome krugu. On je jednostavno originalan i neponovljiv. On je sam sebi uzor, on je sam sebi svoj krug" (Nenad Piskač), a Mladen Kuzmanović, urednik skoro svih Ulaminih zbirka zapisao je "„Tragao je sam i odabirao uvijek najteže varijante i modele. U Ulaminim bespućima nije bilo darovatelja (uzore nikad nije imao) i stoga njegova kajkavska lirika ne duguje niti jednu svoju sliku ili stih" ".

## Djela
Objavio je 14 zbirka pjesama, sve na kumrovečkom idiomu.
- Gedichte, zbirka pjesama, 1966.
- Krmovečki trpotec, zbirka pjesama, 1989.
- Kesne kmične vure, 2012.